# NGC 5199
NGC 5199 est une galaxie elliptique située dans la constellation des Chiens de chasse. Sa vitesse par rapport au fond diffus cosmologique est de 7 327 ± 16 km/s, ce qui correspond à une distance de Hubble de 108,1 ± 7,6 Mpc (∼353 millions d'al). NGC 5199 a été découverte par l'astronome germano-britannique William Herschel en 1787.
À ce jour, une mesure non basée sur le décalage vers le rouge (redshift) donne une distance d'environ 132,000 Mpc (∼431 millions d'al). Cette valeur est tout jsute à l'extérieur des valeurs de la distance de Hubble. Notons que c'est avec la valeur moyenne des mesures indépendantes, lorsqu'elles existent, que la base de données NASA/IPAC calcule le diamètre d'une galaxie et qu'en conséquence le diamètre de NGC 5199 pourrait être d'environ 35,2 kpc (∼115 000 al) si on utilisait la distance de Hubble pour le calculer.